# Pascale Petit
Pascale Petit Anne-Marie Petit, född 27 februari 1938 i Paris, Frankrike, fransk skådespelerska, har tillsammans med skådespelaren Giani Esposito, dottern Douchka Esposito.

## Filmografi
- Une vie - 1958
- Une fille pour l'été - 1960
- Zwei Girls vom roten Stern - 1966
- Boccaccio - 1972
- Ville à vendre - 1992